# Rostbrynad timalia
Rostbrynad timalia (Pellorneum pyrrogenys) är en fågel i familjen marktimalior inom ordningen tättingar.

## Utseende
Rostbrynad timalia är en rätt liten (15 cm) timalia utan särskilda kännetecken. Ovansidan är rostbrun, undersidan vit med bjärt gulbrunt på bröst och bröstsidor. På huvudet syns gråbrun hjässa med ljusa spolstreck, rostbrunt på tygel, örontäckare, även där med ljusa spolstreck, samt gulbrunt i ett mustaschstreck.

## Utbredning och systematik
Rostbrynad timalia delas in i fem underarter med följande utbredning:
- Pellorneum pyrrogenys pyrrogenys – västra Java
- Pellorneum pyrrogenys besuki – östra Java
- Pellorneum pyrrogenys erythrote – västra Sarawak (Mt. Poi och Mt. Penrissen)
- Pellorneum pyrrogenys longstaffi – bergsskogar på Sarawak
- Pellorneum pyrrogenys canicapillus – höglänta områden på norra Borneo

Underarten besuki inkluderas ofta i nominatformen.

## Levnadssätt
Arten hittas i undervegetation i ursprunglig skog, men även i tät vegetation i skogsbryn. Den ses från låglänta områden upp till 1300 meters höjd på Java, 490–1550 på Borneo. Fågeln håller sig lågt ner och födosöker efter insekter och myror ofta hoppande på marken. 

### Häckning
Rostbrynad timalia häckar december–april på Borneo. Det kompakta skålformade boet placeras lågt ner i en buske, en grästuva eller bland lufthängande rötter. Däri lägger den två ägg.

## Status och hot
Arten har ett stort utbredningsområde, men tros minska i antal, dock inte tillräckligt kraftigt för att den ska betraktas som hotad. Internationella naturvårdsunionen IUCN listar därför arten som livskraftig (LC).